# Automatic Train Control
Automatic Train Control (ATC), eller automatisk togkontrol på dansk, er et sikkerhedssystem for tog.

## Danske forhold
Det danske Automatic Train Control (ATC) er et punktformet 
togkontrolsystem indført af DSB på de danske hovedbaner fra 
begyndelsen af 1990'erne og er leveret af Siemens. Dansk ATC's internationale betegnelse er ZUB 123, da andre tilsvarende systemer, bl.a. det svenske, bruger den samme betegnelse (ATC).

### Baggrund
Indførelse af ATC havde i høj grad baggrund i, at det var en forudsætning for at 
kunne øge togenes hastighed til over 140 km/t, idet 140 km/t blev anset for den absolut øverste grænse for at basere den sikre kørsel alene på lokomotivførernes korrekte aflæsning af signalerne langs banen, samt den korrekte opfattelse af signalets betydning og den korrekte reaktion herpå.
Efter Sorø-ulykken i 1988 blev omfanget af de tekniske løsninger udvidet eksempelvis overvågning af kørsel ad venstre spor, som oprindelig ikke var omfattet af projektet.
Valget af togkontrolsystem blev indledt i 1978, hvor DSB afprøvede firmaet L.M. Ericssons svenske ATC-system, men det blev opgivet i 1987. I 1986 blev et prøveanlæg sat i drift på strækningen Næstved-Glumsø. I 1987 blev indgået kontrakt med leverandøren om levering af faste anlæg til Den fynske hovedbane samt 73 mobile anlæg til IC3 og i efteråret 1988 blev et tillæg til kontrakten, omfattende øvrige hovedstrækninger og øvrige lokomotiver, indgået med Siemens leverandøren indgået.

### Udformning
Systemet overfører via baliser langs sporet informationer fra jernbanernes sikringsanlæg (signaler) til togene, hvor en computer sammenholder informationerne med togets størrelse, hastighed og bremseevne og udregner en bremsekurve til næste farepunkt eller hastighedsnedsættelse. Såfremt lokomotivføreren ikke i tide indleder bremsning for at nedsætte hastigheden i overensstemmelse med ATC-systemets information, bremses toget af ATC-systemet. Ligeledes bremses toget, hvis lokomotivføreren forsøger at lade toget passere et signal der viser "stop".
ATC systemet er installeret på alle strækninger, hvor den maksimale hastighed kan være over 120 km/t. I tog udstyret med ATC har lokomotivføreren et førerrumssignal, der viser højeste tilladte hastighed, afstand til næste farepunkt ("stop") m.m. 
Førerrumssignalet bruges til at vise oplysninger som ikke altid kan aflæses med signaler og tavler. Fx kan ATC vise afstanden til et farepunkt længere frem end signalerne. Ved nogle signaler er der udlagt linieledere op til 1000 meter før signalet, således at ATC-systemet i toget kan blive opdateret før balisen ved signalet kan aflæses. Hvis ikke der er lagt en linieleder skulle toget bremse ned indtil signalet, hvor ATC bliver opdateret med signalets visning, selvom en lokomotivfører godt kan se at signalet har skiftet fra rød til grøn – det er en af de store ulemper ved et punktformet togkontrolsystem, en ulempe der netop er søgt imødegået ved anvendelse af de sideforlagte linieledere (sideforlagte linieledere fordi de ligger ved siden af sporet i modsætning til midtliggende linieledere, der ligger i sporet midt mellem skinnerne).
På ATC strækninger er der en hastighedsbegrænsing på 70 km/t for tog som ikke har ATC, bl.a. fordi ATC-strækningerne ikke nødvendigvis er udstyret med signaler og andet som understøtter højere hastigheder.
ATC systemet er meget dyrt – men ambitionsniveauet er også meget højt. For at få nogle billigere løsninger er der kommet nogle varianter hvor funktioner, som ikke anses for nødvendige på alle strækninger, er taget væk.

### ATP
Uddybende artikel: ATP
På en enkelt Moviabanestrækning – Helsingør-Hornbæk-Gilleleje Banen – 
anvendes en stærkt forenklet udgave af ATC, kaldet ATP – Automatic Train Protection. Baliserne kan i denne udgave kun udsende 2 typer telegramer – stop eller kør. Dvs. den kan kun stoppe tog som kører forbi et signal som viser stop. Systemet er dimensioneret således, at den højeste tilladte hastighed på denne strækning er 75 km/t.

#### Mobil ATP
Tog udstyret med fuld ATC kan godt aflæse ATP-balisernes informationer. Men på Helsingør-Hornbæk-Gilleleje Banen er togene udstyret med et forenklet mobil ATP-anlæg som er uden førerrumssignal og hvor andre reduktioner i mobilanlægget har ført til billiggørelse af dette, men også til en betydelig nedsættelse af den sikkerhedsmæssige funktionalitet. De ting, som er taget væk, har kun været nødvendigt for høje hastigheder. Mobil ATP kan bruges på strækninger med ATC-togstop med en højeste hastighed på 120 km/h, mens på ATC-strækninger er de signaler og tavler, som er nødvendige for hastigheder over 70 km/t, er blevet fjernet og derved er det den højeste tilladte hastighed her.
Mobil ATP er også blevet installeret på et par af Railion's rangerlokomotiver, hvor hastigheden ikke betyder noget ved strækningskørsel.

### ATC-togstop (ATC-t)
Uddybende artikel: ATC-togstop
Som en mellemting imellem den fulde ATC og det stærkt forenklede ATP er ATC-togstop. Denne udgave er installeret på 4 regionalstrækninger, hvor den højeste hastighed er 120 km/t. Systemet har elementer fra begge de andre systemer. Ved indkørsel til stationen bruges ATC-baliser, som giver besked til toget efter om toget skal standse før stationen, på stationen eller køre igennem. Inde på stationen bruges de simple ATP baliser, som giver besked om toget må køre ud af stationen eller ej.

## Andre togkontrolsystemer
Det danske ATC system er i familie med det schweizisk ZUB 121 (de). Det er samme type balise, men sikkerhedsniveauet er lavere og baliserne er monteret på indersiden af sporet, mens man i Danmark har monteret dem på ydersiden af sporet. Se de:ZUB 121. Derudover bruger de samme komponenter til andre jernbaner, sporveje og metrosystem, som fx metroen i Amsterdam og Lidingöbanen (sv) ved Stockholm.
På det meste af S-banen anvendes et kontinuert togkontrolsystem kaldet HKT – HastighedsKontrol og Automatisk Togstop, som dog ikke er kompatibelt med fjernbanens ATC system.
Afløseren for ATC – ETCS (European Train Control System) – er udviklet i fællesskab af de europæiske jernbaner og den europæiske jernbaneindustri.
Metroens tilsvarende system kaldes for ATP (Automatic Train Protection), men har en lidt anden funktionalitet end det her omtalte. De bruger betegnelsen Automatic Train Control for en række systemer, hvor ATP funktionaliteten er en af dem. De andre er ATO – (Automatic Train Operation) og ATS (Automatic Train Supervisory). De bruger en terminologi, som først fastlagt efter at DSB var begyndt arbejdet med indførelsen af et togkontrolsystem.
Der er flere systemer nævnt i artiklen om togkontrolsystemer.

## Ekstern henvisning
- ATC-instruks
- (svensk) baliser